# Стрельба полупрямой наводкой
Стрельба полупрямой наводкой — метод стрельбы в артиллерии, при которой стреляющий наблюдает цель и наводит артиллерийское орудие в горизонтальной плоскости в неё, совмещая оптическую ось (перекрестие) панорамы или марку прицела с целью, а прицеливание в вертикальной плоскости ведётся как при стрельбе с закрытых позиций.